# Andropogon crucianus
Andropogon crucianus är en gräsart som beskrevs av Stephen Andrew Renvoize. Andropogon crucianus ingår i släktet Andropogon och familjen gräs.
Artens utbredningsområde är Bolivia. Inga underarter finns listade i Catalogue of Life.